# Ossidabilità secondo Kubel
L'ossidabilità secondo Kubel, nota anche come ossidabilità al permanganato, è un parametro aspecifico che definisce il carattere riducente di un corpo idrico. Questa proprietà è legata alla presenza di composti indesiderati e potenzialmente dannosi, quali ad esempio solfiti, solfuri, nitriti, ferro(II), fenoli e altre sostanze organiche.
I parametri di legge per l'acqua potabile fissano il limite massimo di ossidabilità secondo Kubel a 5 mg/l di ossigeno consumato.

## Il metodo
La metodica di analisi - una retrotitolazione - consiste nello sfruttare dapprima una soluzione di permanganato di potassio a titolo noto, che viene impiegata per l'ossidazione delle sostanze presenti in un volume noto del campione.
A questo scopo, prima è aggiunto al campione acido solforico al 20% (se concentrato potrebbe ridurre in parte il permanganato a Mn2+ secondo la reazione MnO4- + 8 H+ + 5 e- → Mn2+ + 4 H2O) e poi un eccesso di permanganato di potassio; la reazione di ossidazione acida va condotta tenendo a lieve ebollizione per 10 minuti.
Se invece si lascia sobbollire 3 minuti si può stimare quella che viene definita domanda immediata di ossigeno (IOD, immediate oxygen demand).
Trascorso il tempo necessario, aggiungo alla soluzione un numero di equivalenti di acido ossalico pari a quelli di permanganato usati per digerire la sostanza organica; ad esempio, se prima avevo aggiunto 2 ml di permanganato 0,05 N, terminata la digestione aggiungo 5 ml di acido ossalico 0,02 N, in modo che l'eccesso di acido ossalico sia pari agli equivalenti di permanganato che sono stati ridotti dalla sostanza organica presente nel campione.
La reazione redox interessata è:  2 MnO4- + 5 C2O42- + 16 H+ → 2 Mn2+ + 10 CO2 + 8 H2O .
La retrotitolazione, effettuata con lo stesso permanganato utilizzato per la digestione, si deve considerare conclusa quando compare una debole colorazione rosa persistente, indice della presenza di un eccesso minimo di permanganato.
Il risultato va poi espresso in mg/l di ossigeno consumato, ricavati moltiplicando i milliequivalenti di permanganato consumati al punto finale per il peso milliequivalente dell'ossigeno (pari a 8 mg/meq), e dividendo poi questo prodotto (una massa in mg) per il volume in litri di campione esaminato, normalmente 0,1 L.  Archiviato il 12 novembre 2017 in Internet Archive.
1. ↑  D.Lgs. 2 febbraio 2001, n.31 - Allegato I
2. ↑  Amandola, Terreni, p. 564.